# Zdravotní průkaz pracovníka v potravinářství
Zdravotní průkaz, neoficiálně nazývaný zdravotní průkaz pracovníka v potravinářství či potravinářský průkaz, je doklad, který byl vydáván podle ustanovení zákona o ochraně veřejného zdraví. Jeho novelou byl s platností od 1. 7. 2023 zrušen.

## Právní základ

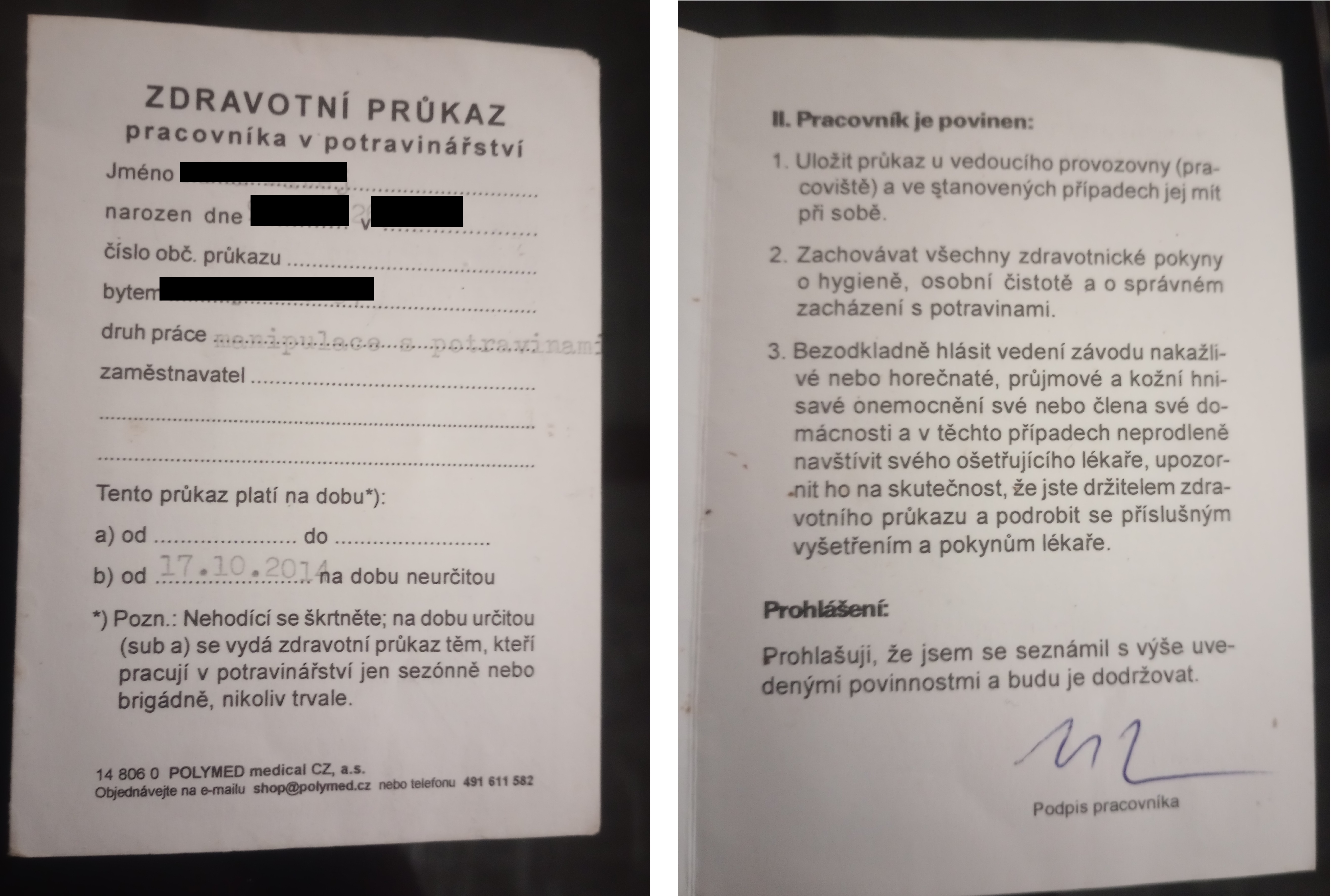
První a třetí strana průkazu

Průkaz podle § 19 zákona č. 258/2000 Sb., o ochraně veřejného zdraví, potřebovala ke své činnosti fyzická osoba, které přímo vykonávala činnosti epidemiologicky závažné. Takovými činnostmi podle zákona jsou provozování stravovacích služeb, výroba potravin, jejich uvádění do oběhu, výroba kosmetických přípravků, provozování úpraven vod a vodovodů, provozování holičství, kadeřnictví, pedikúry, manikúry, solária, kosmetických, masérských, regeneračních nebo rekondičních služeb a provozování živnosti, při níž je porušována integrita kůže. Zdravotní průkaz musely mít fyzické osoby, které při pracovních činnostech ve stravovacích službách, při výrobě potravin nebo při uvádění potravin do oběhu přicházejí do přímého styku s potravinami, pokrmy, zařízením, náčiním nebo plochami, které jsou ve styku s potravinami nebo pokrmy, fyzické osoby přicházející při pracovních činnostech v úpravnách vod a při provozování vodovodů do přímého styku s vodou a fyzické osoby přicházející při pracovních činnostech v ostatních jmenovaných činnostech do přímého styku s kosmetickými přípravky, jejich ingrediencemi nebo tělem spotřebitele. Zatímco zdravotní průkaz tyto osoby již mít nemusí, povinnost mít znalosti nutné k ochraně veřejného zdraví stále trvá. 

### Vydání
Zdravotní průkaz před zahájením těchto činností vydával registrující poskytovatel zdravotních služeb v oboru všeobecné praktické lékařství nebo v oboru praktický lékař pro děti a dorost nebo poskytovatel pracovnělékařských služeb. 
Fyzická osoba vykonávající činnosti epidemiologicky závažné je povinna podrobit se lékařským prohlídkám a vyšetřením v případě, že je postižena průjmovým, hnisavým nebo horečnatým onemocněním nebo jiným infekčním onemocněním anebo je-li podezřelá z nákazy, vyskytuje-li se na pracovišti, v její domácnosti nebo v místě pobytu průjmové onemocnění nebo nařídí-li vyšetření rozhodnutím orgán ochrany veřejného zdraví. 
Hygienické požadavky na stravovací služby a zásady osobní a provozní hygieny při činnostech epidemiologicky závažných stanovila prováděcí vyhláška  107/2001 Sb., poté nahrazená vyhláškou č. 137/2004 Sb., která byla novelizována vyhláškou č. 602/2006 Sb. Pracovník na průkazu svým podpisem potvrzoval, že správné zásady zná a že zná následky jejich porušení. Do roku 2001 požadavky stanovilo několik směrnic Ministerstva zdravotnictví ČSR – hlavního hygienika ČSR.

## Zrušení průkazu
Požadavek na potravinářský průkaz a jeho vydávání bylo zrušeno k 1. 7. 2023. Jako hlavní důvod pro zrušení byla uváděná přílišná byrokracie a fakt, že průkaz vydávaný doživotně nedává po mnoha letech žádné informace o aktuální zdravotním stavu držitele. Stejně tak umožňoval uplatňovat oprávnění napříč širokou škálou oborů. Zrušení administrativní zátěže a úspora nákladů bylo uvítáno podnikatelskými svazy i zástupci praktických lékařů.